# L'Isle-Verte
Pour les articles homonymes, voir L'Isle.
L'Isle-Verte est une municipalité canadienne située dans l'Est du Québec dans la municipalité régionale de comté de Rivière-du-Loup au Bas-Saint-Laurent. Elle a été constituée officiellement le 9 février 2000 par le regroupement de la municipalité de village de L'Isle-Verte et de la municipalité de Saint-Jean-Baptiste-de-l'Isle-Verte.

## Toponymie
On retrouve le nom de l'île Verte dès 1621 de la part de Samuel de Champlain sous la graphie « Isle Verte ». De plus, en 1661, le nom d'Isle-Verte figure dans les Relations des Jésuites. Le bureau de poste ouvert en 1831 repris le nom d'Isle-Verte. L'île doit son nom à la forêt de sapins qui la recouvrent.
Lors de sa création officielle en 1845, la municipalité pris le nom de L'Isle-Verte. Son nom fut changé en Saint-Jean-Baptiste-de-l'Isle-Verte en 1855 en même temps que son statut était changé en municipalité de paroisse. La mission et la paroisse catholique portait déjà le nom de Saint-Jean-Baptiste-de-l'Isle-Verte. Le nom de Saint-Jean-Baptiste rappelle soit le cinquième seigneur de la seigneurie de l'Île-Verte, ou de l'Isle-Verte, Jean-Baptiste Côté, qui fut le premier seigneur à résider dans sa seigneurie de 1711 à 1736 soit le missionnaire Jean-Baptiste La Brosse qui a annoncé la bonne Nouvelle aux Malécites sur les deux rives du fleuve Saint-Laurent de 1766 à 1782. Le nom redevint L'Isle-Verte en 1955 en même temps que son statut fut changé en municipalité de village.
Le nom de La Décollation-de-Saint-Jean-Baptiste a aussi été porté par la municipalité de Saint-Baptiste-de-l'Isle-Verte ainsi que par la paroisse catholique.
Les gentilés sont appelés Isle-Vertois et Isle-Vertoises.

## Histoire

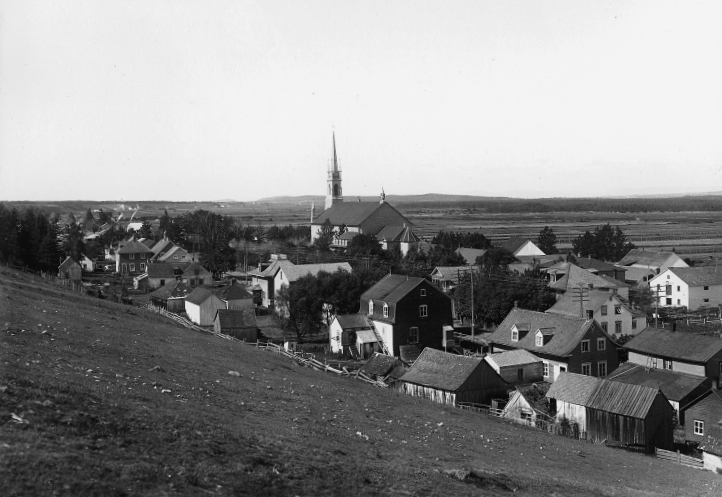
L'Isle Verte vers 1914.

Les premières mentions de l'endroit sous le nom d'île Verte remontent au début des années 1620, mais Jacques Cartier fut celui qui la découvrit en 1535 sans la nommer. La seigneurie de l'Île-Verte fut concédée pour la première fois en 1684. Jean-Baptiste Côté en fut le cinquième seigneur et le premier à y habiter. Il l'acquiert en 1711 en échangeant ses deux terres de Saint-Pierre à l'île d'Orléans pour la seigneurie. Jean-Baptiste Côté fit don d'une terre dans la seigneurie pour la construction de l'église. Il habita dans la seigneurie à partir de 1711 jusqu'à son décès en 1736,.
La mission catholique fut fondée vers 1766 sous le nom de Saint-Jean-Baptiste-de-l'Isle-Verte. La paroisse qui reprit le nom de la mission fut érigée canoniquement en 1828. Le bureau de poste fut ouvert en 1831 sous le nom de L'Isle-Verte. La fête patronale de la paroisse était d'abord célébrée le 24 juin, la Fête de la Saint-Jean, mais le père La Brosse fit changé cette date pour le 19 août, la Fête de la Décollation de Saint-Jean-Baptiste étant donné que le 24 juin donnait lieu à des célébrations trop profanes
La municipalité fut créée officiellement en 1845 sous le nom de L'Isle-Verte. En 1855, son statut fut changé en municipalité de paroisse et son nom devint Saint-Jean-Baptiste-de-l'Isle-Verte. En 1952, la municipalité de Saint-Jean-Baptiste-de-l'Isle-Verte se détache de la municipalité de paroisse du même nom. En 1955, le statut de la municipalité de paroisse fut changé en municipalité de village et elle reprend le nom qu'elle portait originellement, soit L'Isle-Verte.
La municipalité actuelle fut créée officiellement le 9 février 2000 par le regroupement de la municipalité de village de L'Isle-Verte et de la municipalité de Saint-Jean-Baptiste-de-l'Isle-Verte,,.

### Incendie de la Résidence du Havre
Le jeudi 23 janvier 2014, vers minuit vingt-cinq (00 h 25 heure locale), un incendie majeur d'origine inconnue détruit un bâtiment à la Résidence du Havre qui hébergeait 52 personnes âgées. Au 23 février 2014, le bilan est de 28 personnes décédées, de 3 personnes disparues et de 29 corps identifiés.

## Géographie
L'Isle-Verte est située sur la berge sud du fleuve Saint-Laurent à 230 km au nord-est de Québec et à 455 km au sud-ouest de Gaspé. Les villes importantes près de L'Isle-Verte sont Rivière-du-Loup à 15 km au sud-ouest ainsi que Trois-Pistoles à 15 km au nord-est. L'Isle-Verte est située à 80 km au sud-ouest de Rimouski, la capitale du Bas-Saint-Laurent. Le territoire de L'Isle-Verte couvre une superficie de 112,33 km2.
Bien que la municipalité de L'Isle-Verte doit son nom à l'île Verte qui se trouve en face d'elle dans le fleuve Saint-Laurent, celle-ci ne fait pas partie du territoire de la municipalité et fait plutôt partie de la municipalité de Notre-Dame-des-Sept-Douleurs dont le territoire correspond à l'île,,. La municipalité de Notre-Dame-des-Sept-Douleurs fut créée par détachement de Saint-Jean-Baptiste-de-l'Isle-Verte,.

### Hydrologie
La rivière Verte traverse le centre la municipalité du sud vers le nord pour se déverser dans l'estuaire maritime du Saint-Laurent.
La rivière à la Fourche traverse le sud-ouest en direction nord jusqu'à sa confluence avec la rivière Verte. 
La rivière des Vases traverse l'ouest de l'ouest vers le nord jusqu'à l'estuaire maritime du Saint-Laurent.
La rivière à Girard traverse le nord-est de la municipalité vers le nord-ouest jusqu'à l'estuaire maritime du Saint-Laurent.
La rivière du Petit Sault traverse la pointe nord-est de la municipalité vers le nord-ouest jusqu'à l'estuaire maritime du Saint-Laurent.
La rivière de la Pointe à la Loupe traverse la pointe nord-est vers le sud-ouest jusqu'à l'estuaire maritime du Saint-Laurent.

## Démographie
| 1996  | 2001  | 2006  | 2011  | 2016  | 2021  |
| ----- | ----- | ----- | ----- | ----- | ----- |
| 1 567 | 1 519 | 1 464 | 1 469 | 1 294 | 1 356 |

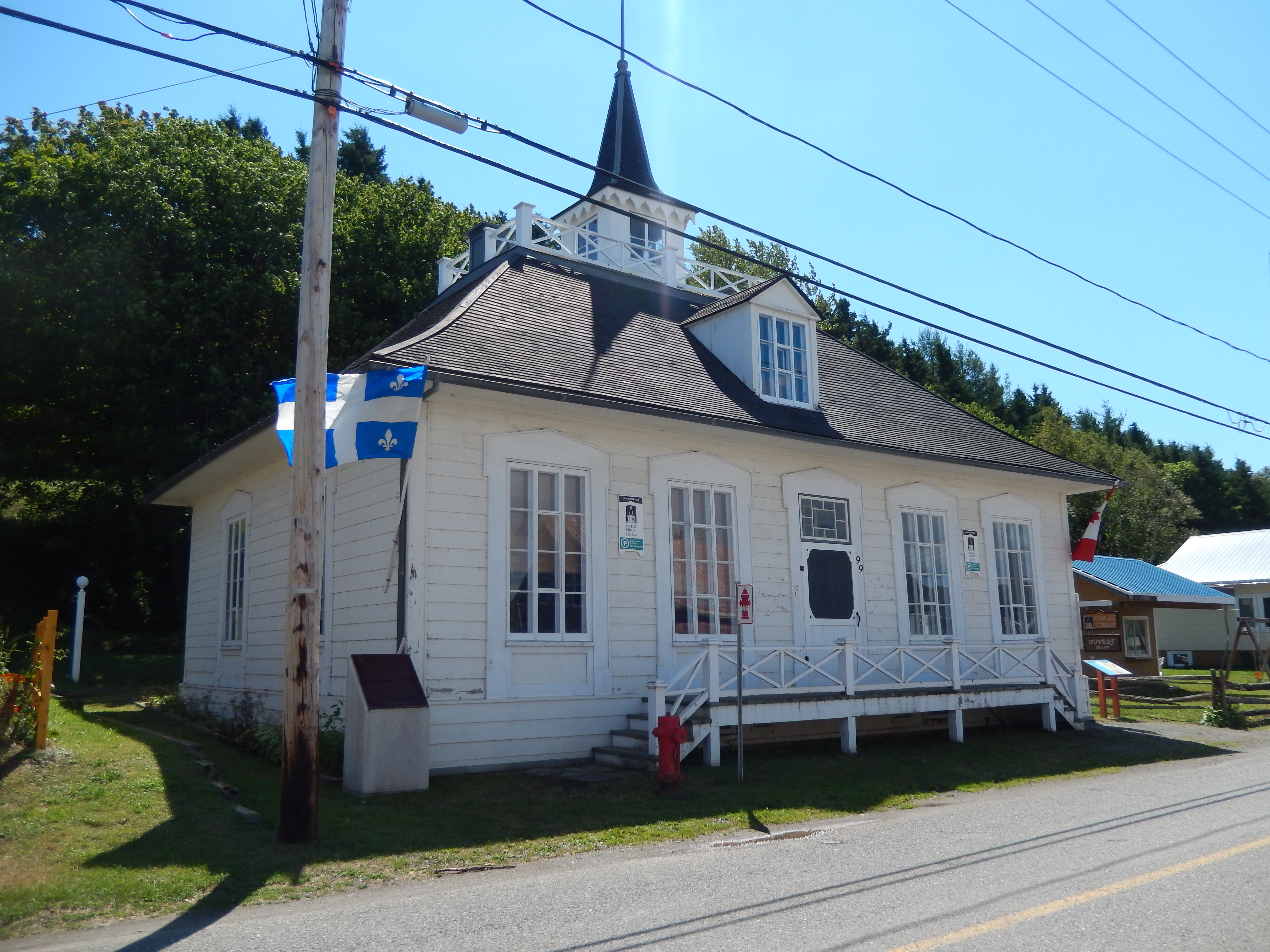
Palais de justice de L'Isle-Verte.

Distribution de l'âge en 2006

Selon Statistiques Canada, la population de L'Isle-Verte était de 1 469 habitants en 2011. La tendance démographique des dernières années suit celle de l'Est du Québec, c'est-à-dire une décroissance. En effet, en 2001, la population était de 1 519 habitants. Cela correspond à un taux de décroissance de 3,6 % en cinq ans. L'âge médian de la population isle-verdoise est de 47 ans.
Le nombre total de logements privés à L'Isle-Verte est de 694. Cependant, seulement 620 de ces logements sont occupés par des résidents permanents. La majorité des logements de L'Isle-Verte sont des maisons individuelles.
Statistiques Canada ne recense aucun immigrant à L'Isle-Verte. 98,9 % de la population de L'Isle-Verte a le français comme langue maternelle ; le reste ayant une autre langue que le français et l'anglais en tant que langue maternelle. 10,7 % de la population maitrise les deux langues officielles du Canada et tous les habitants maitrisent le français. 2,1 % de la population est autochtone.
Le taux de chômage dans la municipalité était de 6,5 % en 2006. Le revenu médian des Isle-Verdois est de 17 501 $ en 2005.
38 % de la population âgée de 15 ans et plus de L'Isle-Verte n'a aucun diplôme d'éducation. 44,9 % de cette population n'a que le diplôme d'études secondaires ou professionnelles. 4,4 % de cette population a un diplôme de niveau universitaire. Tous les habitants de L'Isle-Verte ont effectué leurs études à l'intérieur du Canada. Le principal domaine d'études des Isle-Verdois est le « génie, l'architecture et les services connexes ».

### L'église de la Décollation-de-Saint-Jean-Baptiste

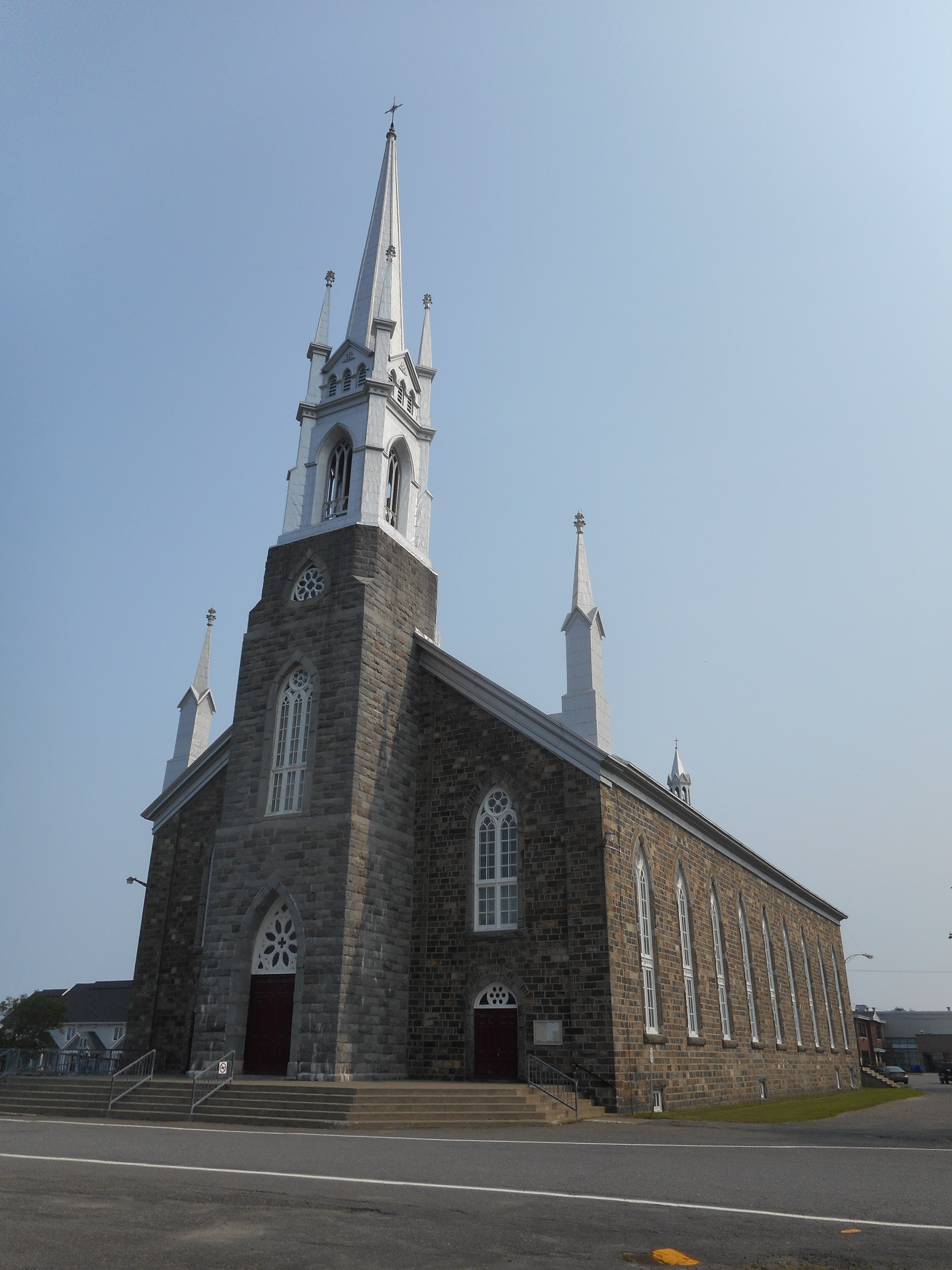
Église de la Décollation-de-Saint-Jean-Baptiste de L'Isle-Verte.

## Patrimoine architectural

### L'édifice de la Cour-de-Circuit-de-L'Isle-Verte
L'édifice de la Cour-de-Circuit-de-L'Isle-Verte, classé monument historique, a été construit en 1859. L'édifice de style Regency se situe dans le noyau villageois de la municipalité de L'Isle-Verte. Ce style architectural, surtout utilisé durant la première moitié du XIXe siècle, s'incarne plus particulièrement dans la volumétrie simple, la toiture à quatre versants incurvés, les larmiers débordants, la symétrie de la façade et l'ordonnance régulière des ouvertures, comme en témoigne le présent édifice. La région de L'Isle-Verte compte plusieurs demeures de ce type, mais l'utilisation du style Regency est rarissime au Québec en dehors de l'architecture résidentielle
L'édifice de la Cour-de-Circuit-de-L'Isle-Verte repose témoigne de l'organisation du système judiciaire au XIXe siècle. À l'époque de sa construction, le Québec se divise en 21 districts judiciaires, qui comptent des tribunaux dits supérieurs et inférieurs. La Cour de circuit, qui a compétence sur les petites causes, constitue le principal tribunal inférieur. Elle siège trois fois par année durant une courte période (de deux à quatre jours). Il subsiste très peu de bâtiments ayant abrité des cours de circuit. Comme la Cour de circuit siège peu souvent, les édifices qui l'abritent sont utilisés pour plusieurs autres usages par la communauté. L'édifice de la Cour-de-Circuit-de-L'Isle-Verte accueille notamment le conseil de comté, le conseil municipal, l'institut littéraire et la salle paroissiale. 

### Le moulin du Petit-Sault

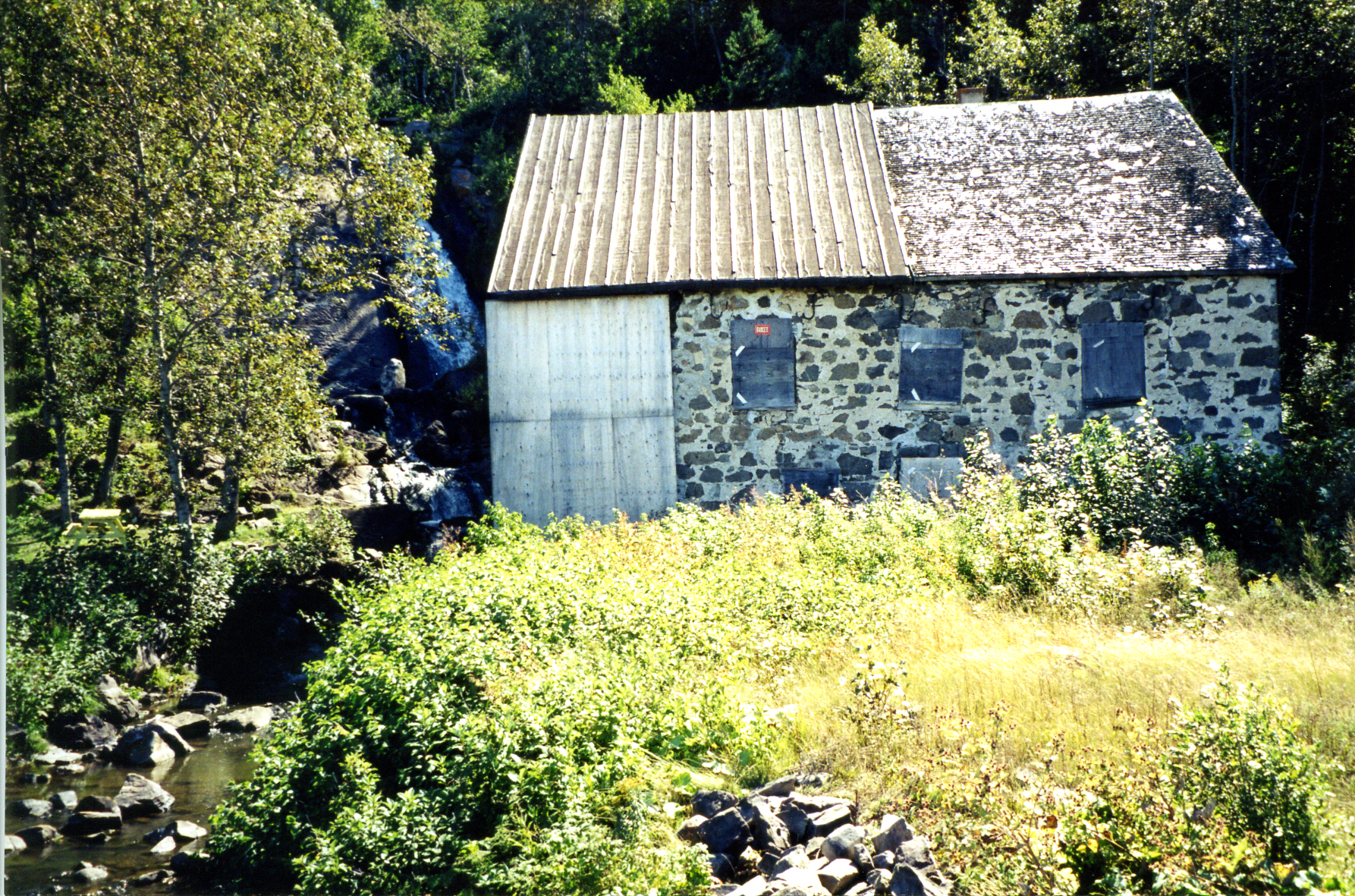
Le moulin du Petit-Sault de L'Isle-Verte.

Le moulin du Petit-Sault, classé monument historique en 1962, est un bâtiment de pierre de plan rectangulaire à deux étages et demi, coiffé d'un toit à deux versants. L'ensemble est situé en bordure de la route 132, dans la municipalité de L'Isle-Verte.
Il est l'un des derniers moulins à farine qui subsistent entre Rivière-du-Loup et Gaspé. Construit en 1823, il est le plus ancien moulin à farine qui subsiste dans le Bas-Saint-Laurent. Il conserve son volume initial, ses fondations et ses murs de pierre, bien qu'il soit aujourd'hui en bien mauvais état. Le moulin du Petit-Sault est construit à l'emplacement d'un moulin plus ancien, érigé au milieu du XVIIIe siècle. Au XIXe siècle, un moulin à scie le côtoie, ce qui en fait un site d'importance sur le plan industriel.

### La maison Louis-Bertrand

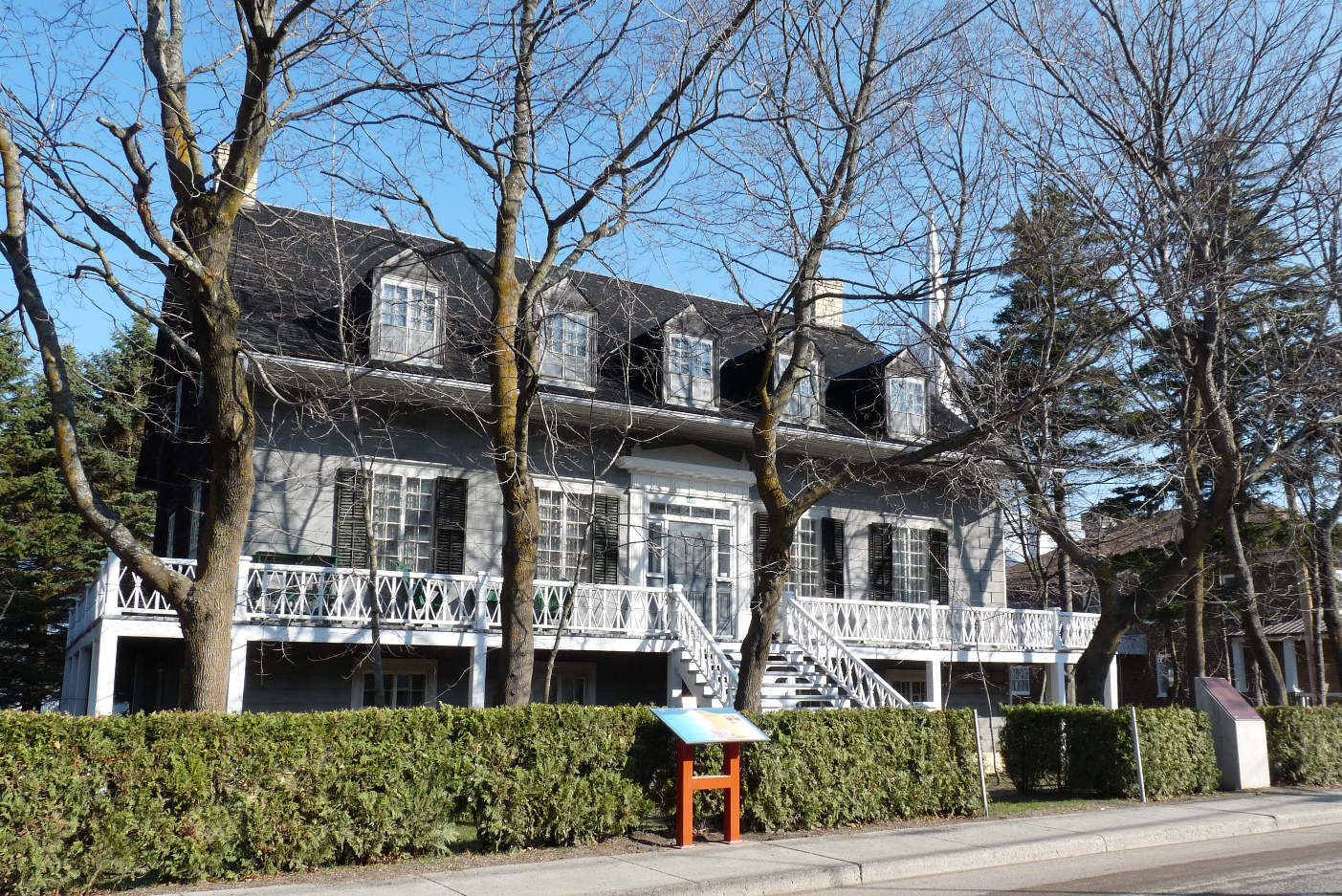
La maison Louis-Bertrand.

La maison Louis-Bertrand, incluant son décor, est classée monument historique. C'est une imposante demeure bourgeoise de plan rectangulaire à quatre niveaux, coiffée d'une toiture à deux versants recourbés, bâtie en 1853. La propriété a été érigée pour Louis-Bertrand et reste entre les mains de ses descendants durant plus de 150 ans. La résidence se situe au cœur de l'ancien noyau villageois. 
La demeure illustre - par son architecture néoclassique soignée, par son ornementation intérieure ainsi que par l'exceptionnelle richesse des objets qu'elle renferme, notamment le mobilier d'origine - les habitudes de vie d'une famille bourgeoise vivant en milieu rural au XIXe siècle. De manière générale, la bourgeoisie rurale emprunte son mode de vie à la bourgeoisie des villes. La cuisine, à titre d'exemple, se situe au rez-de-chaussée, alors que la salle à manger se trouve à l'étage au-dessus, comme dans les maisons cossues de la haute-ville de Québec. Il s'agit d'un exemple rarissime de demeure de cette époque à avoir conservé intégralement son intérieur bourgeois.
Les influences néoclassicique et pittoresque de l'architecture s'observent principalement dans la symétrie des élévations, dans l'ordonnance régulière des ouvertures, dans la galerie et dans l'ornementation. L'utilisation d'un parement de bois imitant la pierre de taille illustre le désir de la bourgeoisie rurale d'imiter la bourgeoisie des villes. 
L'un de ses occupants, Louis Bertrand, a marqué le développement économique et social de la région. Celui-ci s'installe à L'Isle-Verte en 1811. Il exploite, à bail, la seigneurie de L'Isle-Verte (1811-1849) avant d'en devenir propriétaire (1849-1854). Il s'illustre avant tout comme marchand de bois, en association avec William Price et Henry Caldwell. Il occupe successivement les fonctions de marchand, de maître de poste, de maire de L'Isle-Verte et de député du district électoral de Rimouski.

## La réserve nationale de faune de la baie de L’Isle-Verte

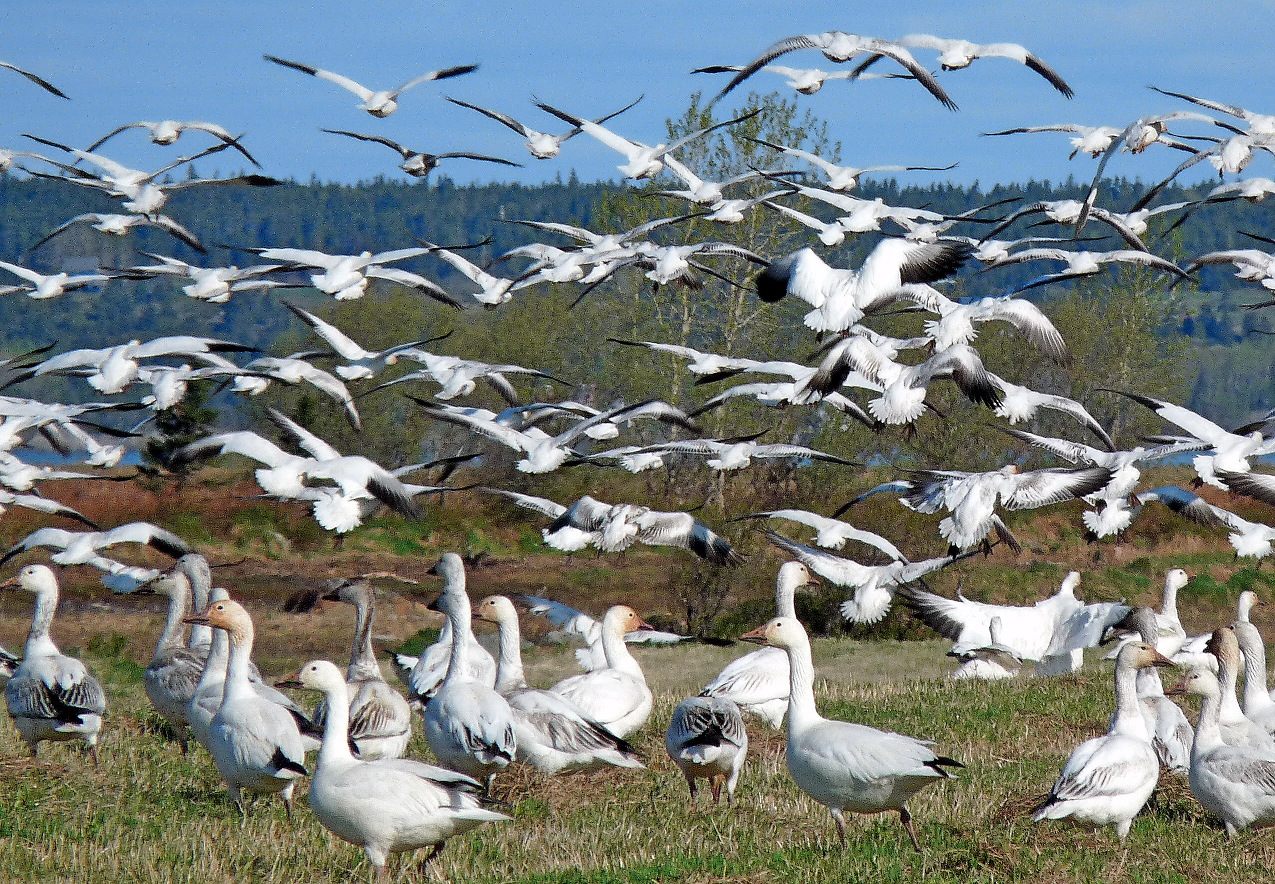
Oies blanches sur la réserve nationale de faune de la baie de l'Isle-Verte.

La zone littorale de la municipalité de L’Isle-Verte abrite un des plus vastes marais à spartines au Québec. Ce marais salé parsemé de marelles (petits étangs naturels) constitue la principale aire de reproduction du canard noir en Amérique du Nord puisque c’est l’endroit qui compte la plus grande densité de nids. Il s’agit aussi d’une halte importante pour diverses autres espèces d’oiseaux migrateurs. En vue de protéger la majeure partie de ce marais, le Service canadien de la faune créait en 1980, une réserve nationale de faune qui occupe une superficie de 646 hectares. Au large de la réserve, le gouvernement du Québec possède quelque 2 840 hectares de marais intertidal (zone d’oscillation des marées). Depuis 1987, ces propriétés provinciale et fédérale possèdent le statut de site « Ramsar », c’est-à-dire qu’elles sont couvertes par une convention internationale visant à protéger les milieux humides en tant que patrimoine naturel.
La notoriété de la réserve nationale de faune de la baie de l'Isle-Verte vient du fait que ce lieu humide est le dernier du genre de l’estuaire moyen du Saint-Laurent, puisque ceux en amont ont été partiellement ou totalement détruits. Les recensements ont permis d’identifier plus de 260 espèces d’oiseaux, dont 60 espèces nichent sur place. Pour les milliers de canards, d’oies des neiges et autres oiseaux de rivage, la réserve sert essentiellement de lieu de repos, d’alimentation et de reproduction. 
Des sentiers d’observation et d’interprétation permettent l’accès à la réserve. Située à l’est du village de L’Isle-Verte, la maison Girard sert de centre d’interprétation pour les visiteurs de la réserve.

## Projet Terravent
Le territoire de Saint-Épiphane a été pressenti, ces dernières années, pour accueillir un important projet éolien. La compagnie SkyPower, de Toronto, proposait en effet de construire dans les municipalités de L'Isle-Verte, Saint-Arsène, Saint-Épiphane et, dans une moindre mesure à Cacouna, un parc éolien de près de 170 MW de puissance et comptant près de 114 éoliennes au total. Ce projet très controversé devait être construit à proximité de sites ornithologiques importants et au cœur d'un territoire habité et fortement valorisé pour la beauté de ses paysages. Le Bureau d'audiences publiques en environnement ayant déposé un rapport défavorable au projet, des discussions entre le promoteur et les élus locaux avaient permis de modifier le plan d'implantation projeté pour en atténuer les impacts. La compagnie SkyPower a toutefois annoncé, en décembre 2008, qu'elle abandonnait le projet jugé désormais non rentable.

## Administration municipale
Les élections municipales ont lieu tous les quatre ans et s'effectuent en bloc sans division territoriale. Le conseil municipal est composé d'un maire et de six conseillers.
| Mandat      | Fonction    | Nom              |
| ----------- | ----------- | ---------------- |
| 2013 - 2017 | Maire       | Ursule Thériault |
| 2013 - 2017 | Conseillers |                  |
| 2013 - 2017 | #1          | Stéphane Dumont  |
| 2013 - 2017 | #2          | Simon Lavoie     |
| 2013 - 2017 | #3          | Ginette Caron    |
| 2013 - 2017 | #4          | Guillaume Potvin |
| 2013 - 2017 | #5          | François Filion  |
| 2013 - 2017 | #6          | Robert Legault   |

| L'Isle-Verte Maires depuis 2005                                                                                      |                  |                 |          |
| Élection | Maire            | Qualité         | Résultat |
| 2005 | Serge Forest     |                 | Voir     |
| 2009 | Serge Forest     | Voir            |          |
| 2013 | Daniel Gagnon    | Maire suppléant | Voir     |
| 2013 | Ursule Thériault |                 | Voir     |
| 2017 | Ginette Caron    |                 | Voir     |
| 2021 | Ginette Caron    | Voir            |          |
| Élection partielle en italique Depuis 2005, les élections sont simultanées dans toutes les municipalités québécoises |                  |                 |          |

De plus, Benoit Randall est le directeur-général, le greffier-trésorier de la municipalité.

## Représentations politiques
Québec : L'Isle-Verte fait partie de la circonscription provinciale de Rivière-du-Loup. Son député actuel est Jean D'Amour du Parti libéral du Québec pour représenter la population de L'Isle-Verte à l'Assemblée nationale.
 Canada : L'Isle-Verte fait partie de la circonscription fédérale de Montmagny—L'Islet—Kamouraska—Rivière-du-Loup. Son député actuel est François Lapointe pour représenter la population de L'Isle-Verte à la Chambre des communes.

## Personnalités

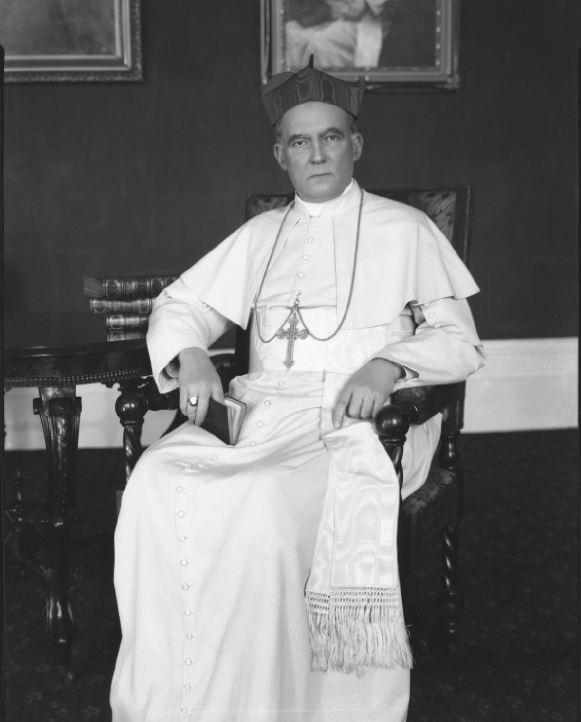
Le cardinal Raymond-Marie Rouleau.

- Raymond-Marie Rouleau, cardinal et évêque de l'Église catholique

## Galerie

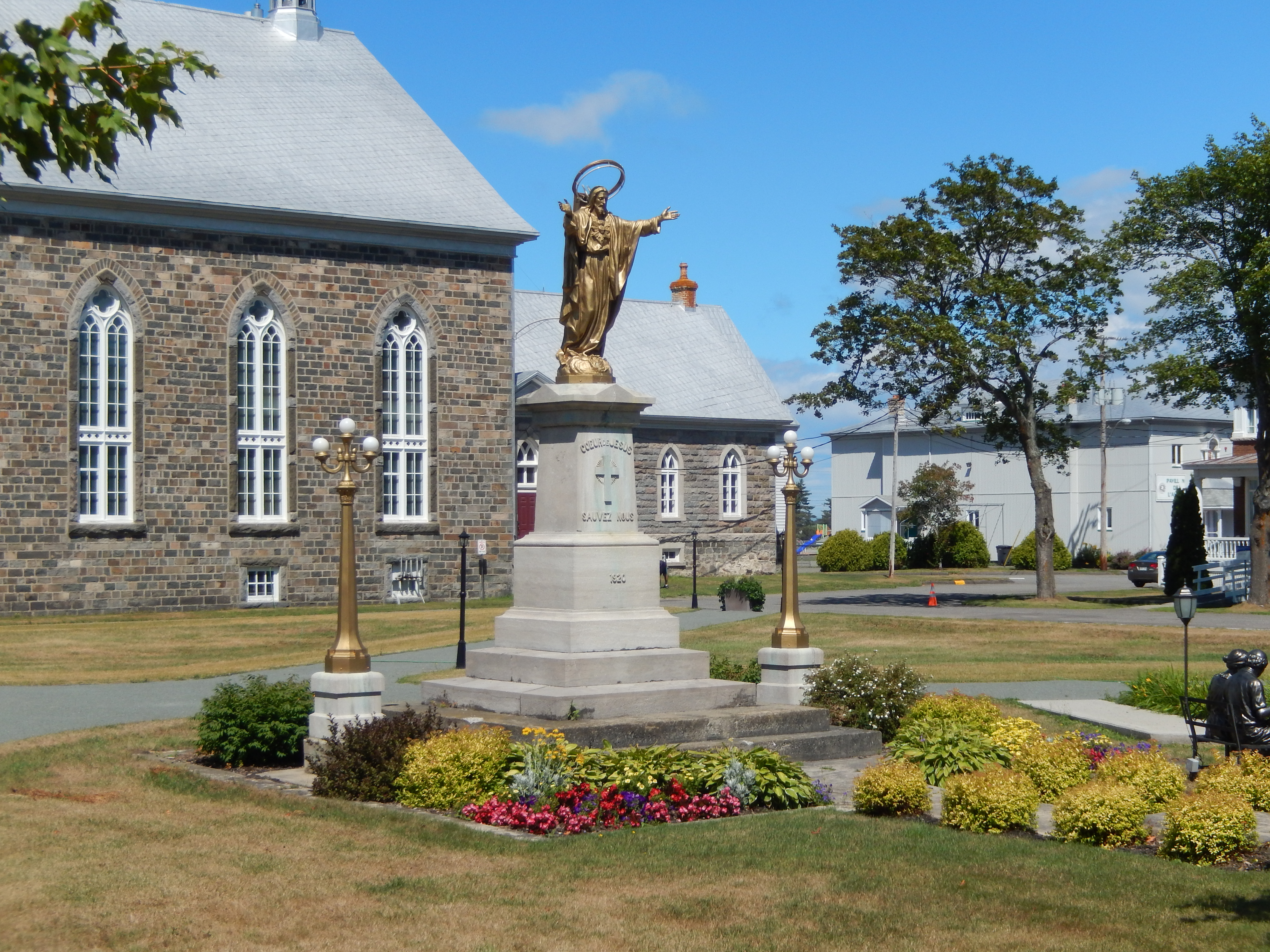
Monument du Sacré-Cœur près de l'église de la Décollation-de-Saint-Jean-Baptiste de L'Isle-Verte.
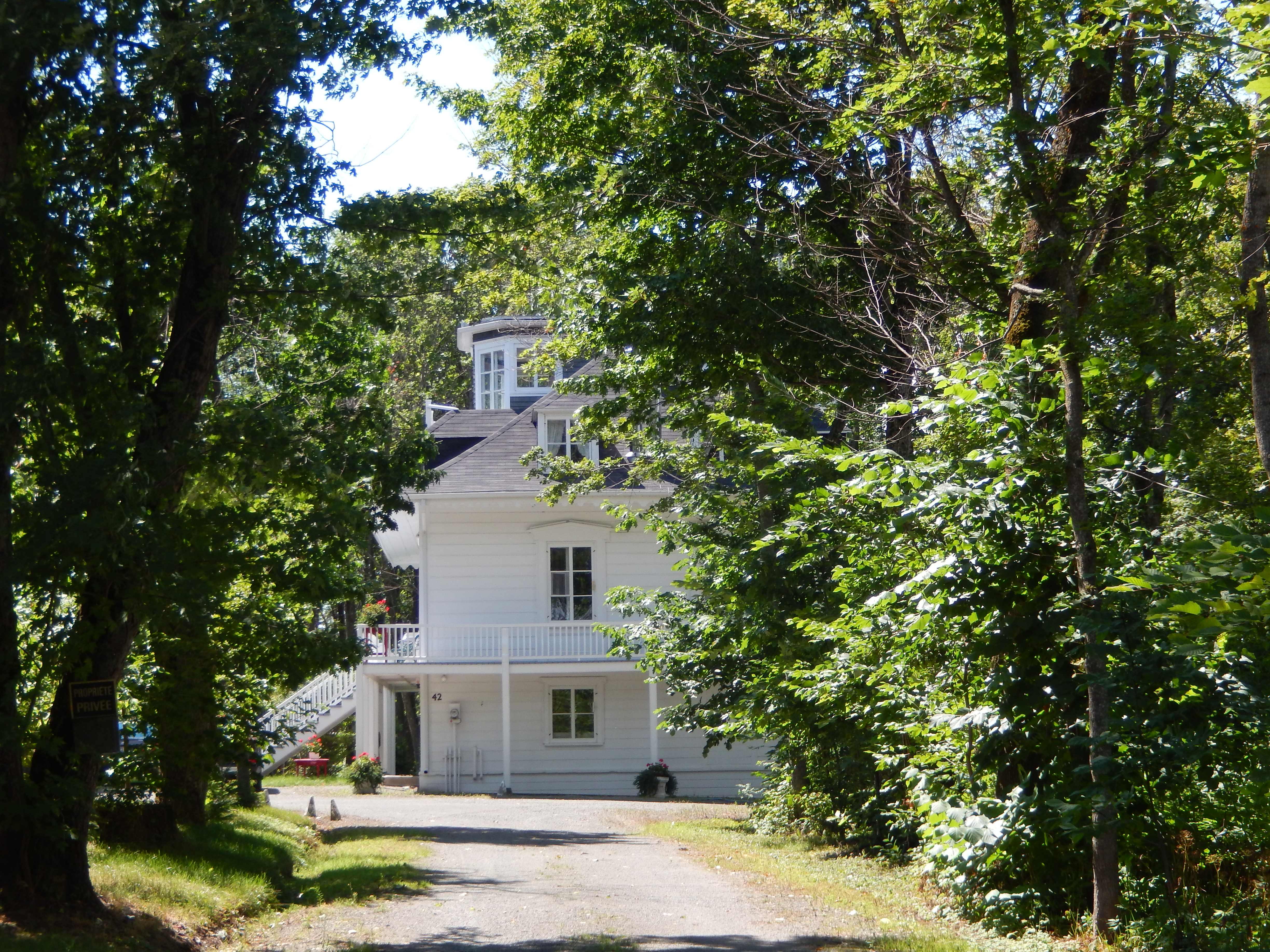
Site de la maison Narcisse-Bertrand.
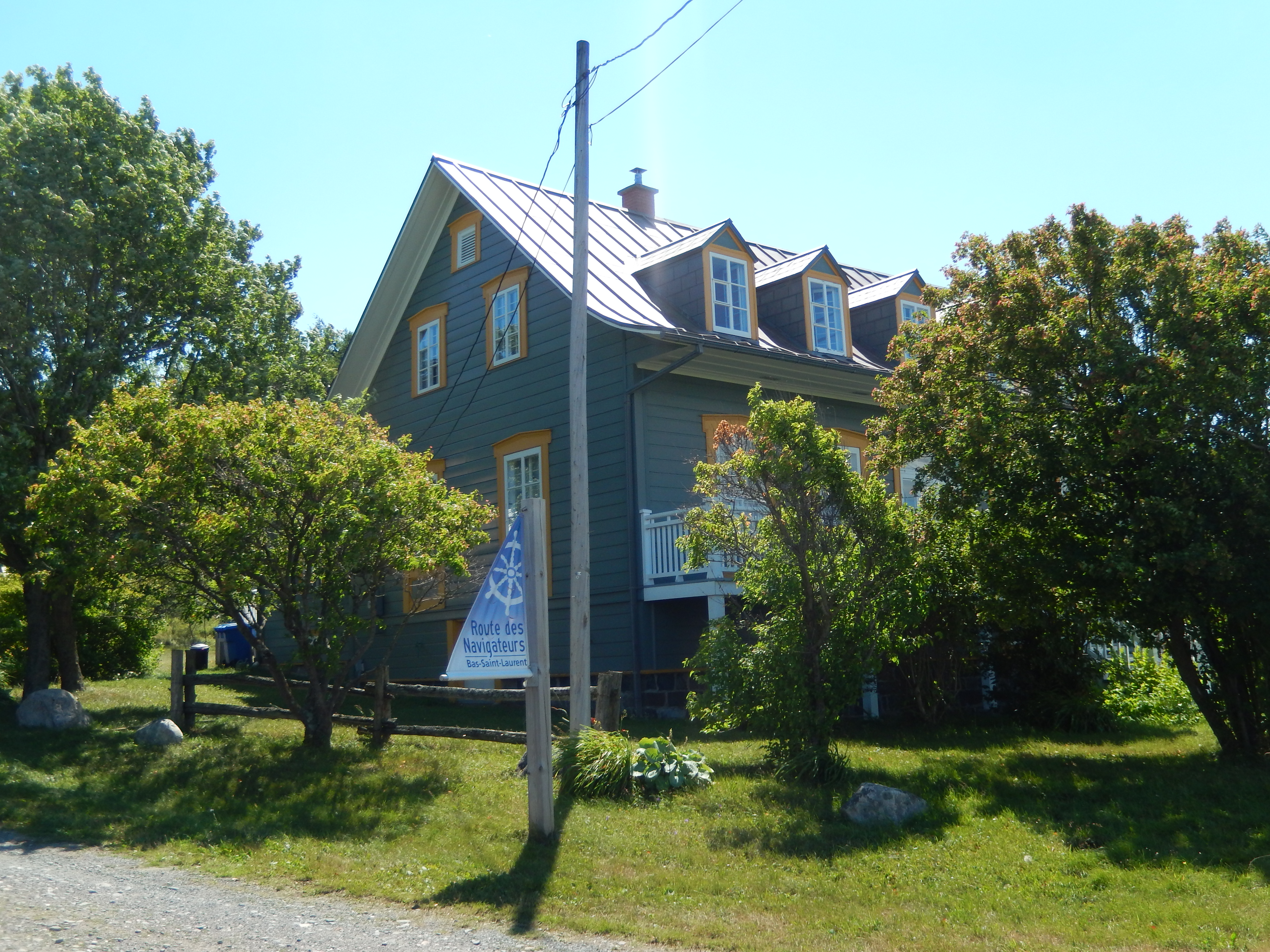
Maison Girard.
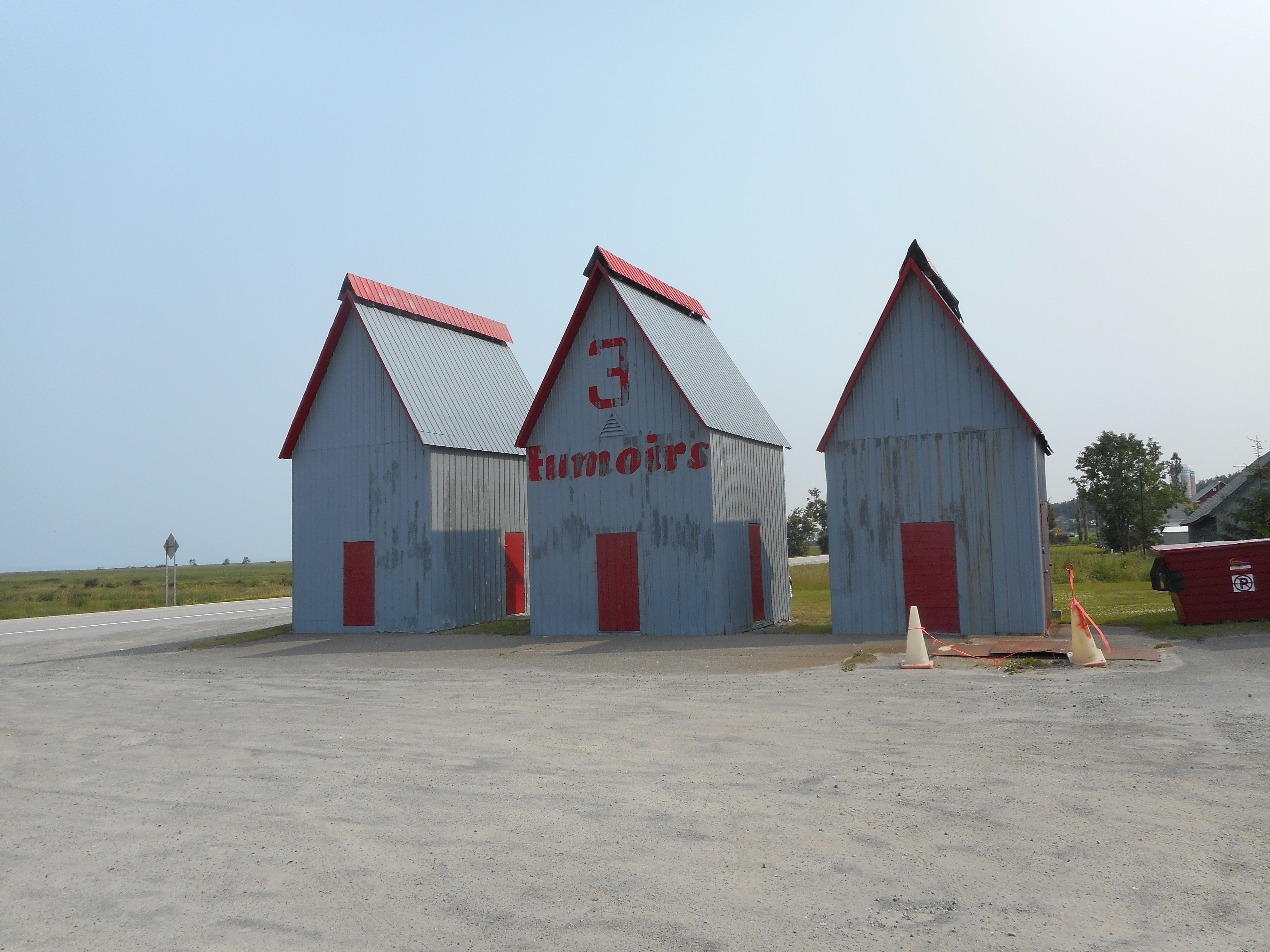
Poissonnerie Les 3 Fumoirs.